# Brassavola
Pour l’article homonyme, voir Antonio Musa Brassavola.
Genre
Classification phylogénétique
Brassavola est un genre de plantes de la famille des Orchidaceae. Les espèces sont des plantes épiphytes originaires des forêts humides d'Amérique, et notamment, pour de nombreuses espèces, du Brésil.
Ce sont des plantes aux fleurs blanches agrémentées d’un labelle cordiforme. Robert Brown les a nommées ainsi en 1813 en l'honneur d'Antonio Musa Brassavola, médecin et botaniste de la Renaissance.

## Liste d'espèces
- Brassavola acaulis Lindl. & Paxton (1851).
- Brassavola ceboletta Rchb.f. (1855).
- Brassavola cucullata (L.) R.Br. in W.T.Aiton (1813).
- Brassavola duckeana Horta (1937).
- Brassavola fasciculata Pabst (1955).
- Brassavola filifolia Linden (1881).
- Brassavola flagellaris  Barb.Rodr. (1882).
- Brassavola fragans  Barb.Rodr. (1877).
- Brassavola gardneri Cogn. (1902).
- Brassavola gillettei  H.G.Jones (1967).
- Brassavola grandiflora Lindl. (1839).
- Brassavola harrisii  H.G.Jones (1968).
- Brassavola martiana Lindl. (1836).
- Brassavola nodosa (L.) Lindl.(1831).
- Brassavola reginae Pabst(1978).
- Brassavola retusa Lindl.(1847).
- Brassavola revoluta  Barb.Rodr. (1882).
- Brassavola rhomboglossa Pabst (1979).
- Brassavola subulifolia Lindl.(1831).
- Brassavola tuberculata Hook.(1829).
- Brassavola venosa Lindl.(1840).